# Port lotniczy Buchara
Port lotniczy Buchara − międzynarodowy port lotniczy położony w Bucharze, w Uzbekistanie. Jest to drugi co do wielkości port lotniczy Uzbekistanu.

## Linie lotnicze i połączenia
| Linia lotnicza     | Kierunek                                                          |
| ------------------ | ----------------------------------------------------------------- |
| Aerofłot           | 1. Moskwa-Szeremietiewo                                           |
| Red Wings          | 1. Jekaterynburg 2. Machaczkała                                   |
| Turkish Airlines   | 1. Stambuł                                                        |
| UTair              | 1. Moskwa-Wnukowo                                                 |
| Uzbekistan Airways | 1. Moskwa-Wnukowo 2. Petersburg 3. Stambuł 4. Taszkent 5. Urgencz |